# Der Marsianer – Rettet Mark Watney

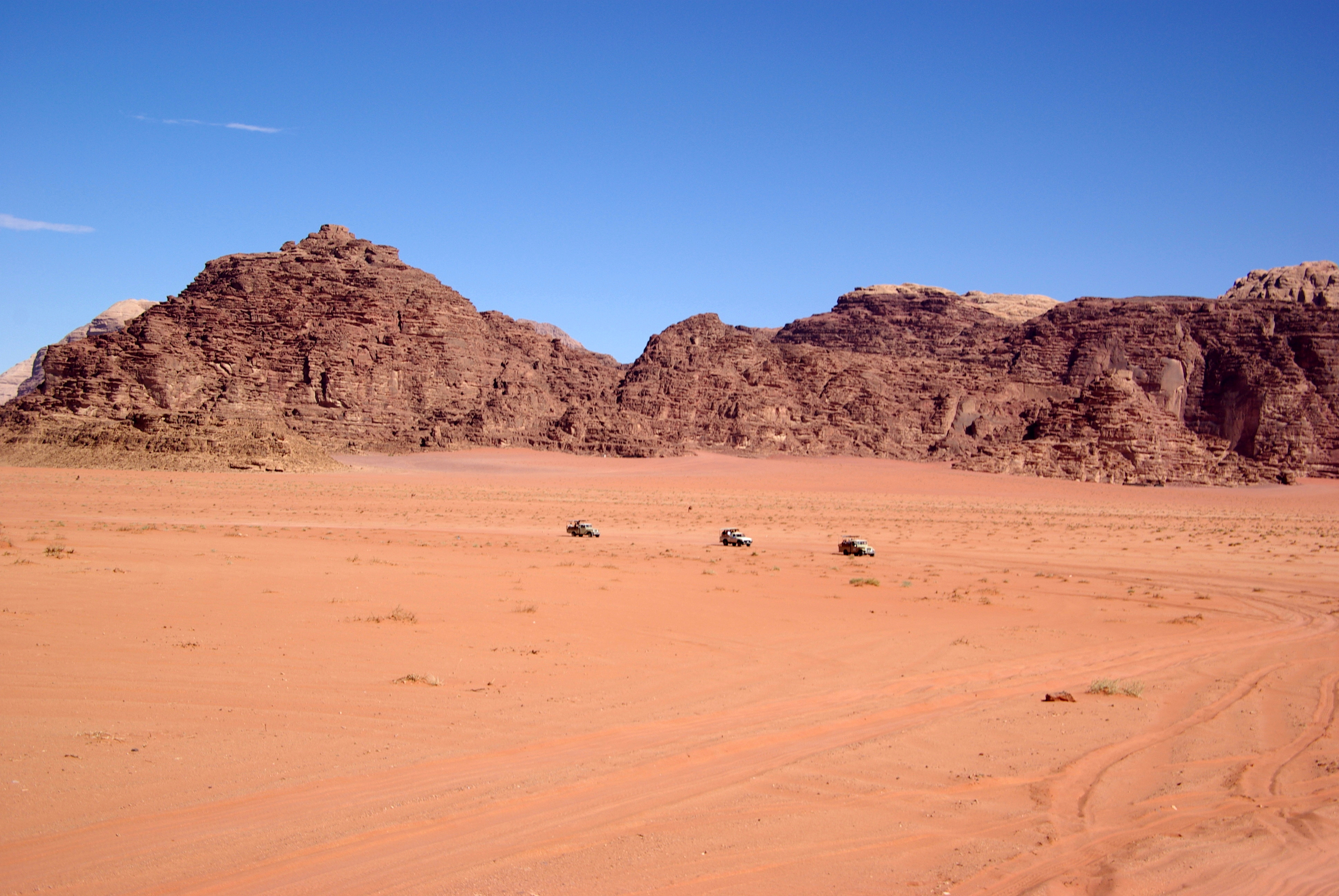
Einer der Drehorte: das Wadi Rum in Jordanien

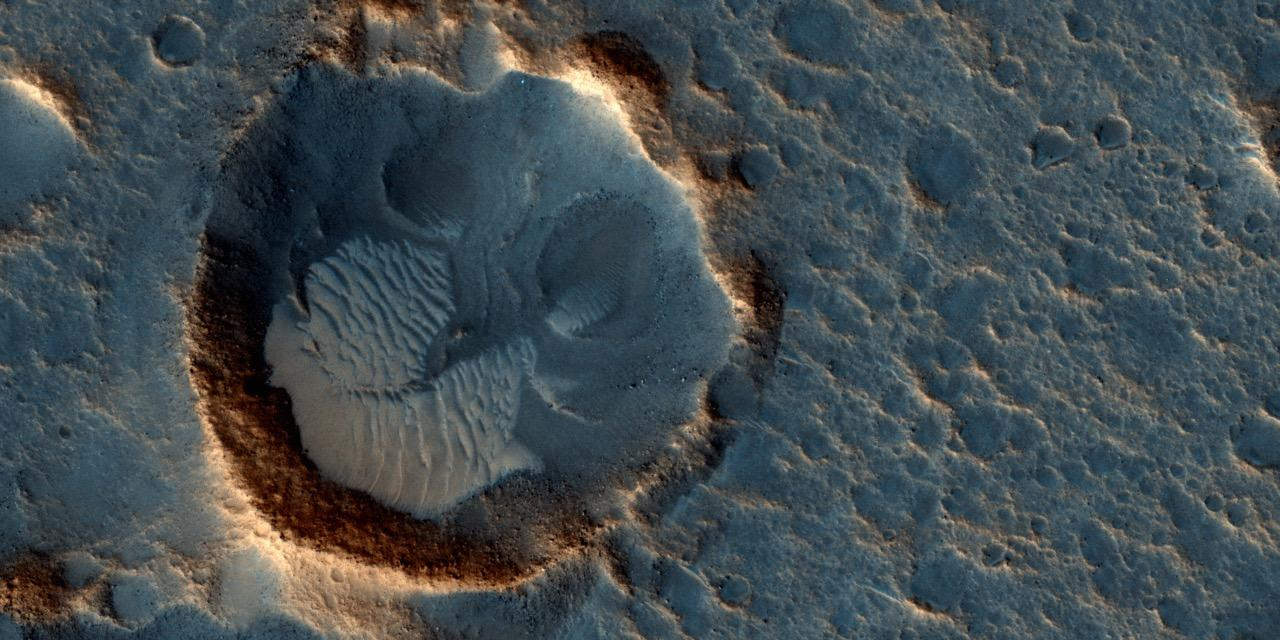
Die Position der Basis auf dem Mars, die Acidalia Planitia

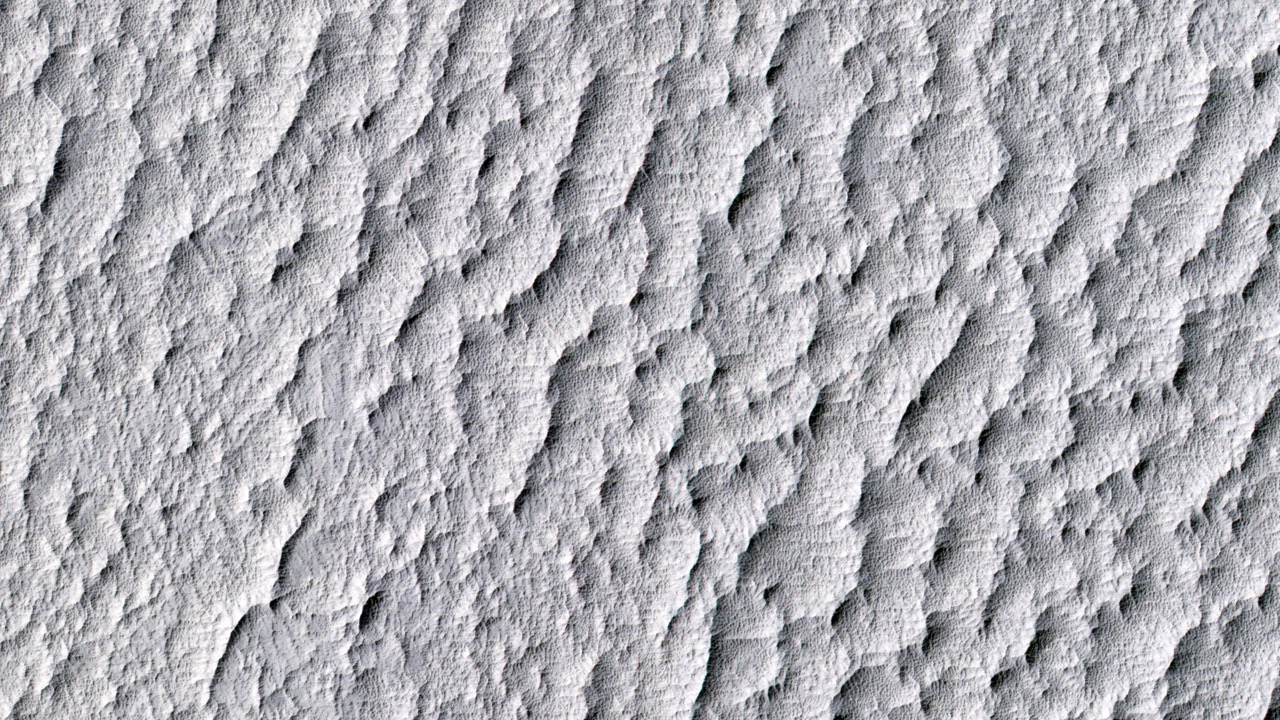
Der Bereich im Schiaparelli-Krater, an dem die Kapsel von Ares IV wartet

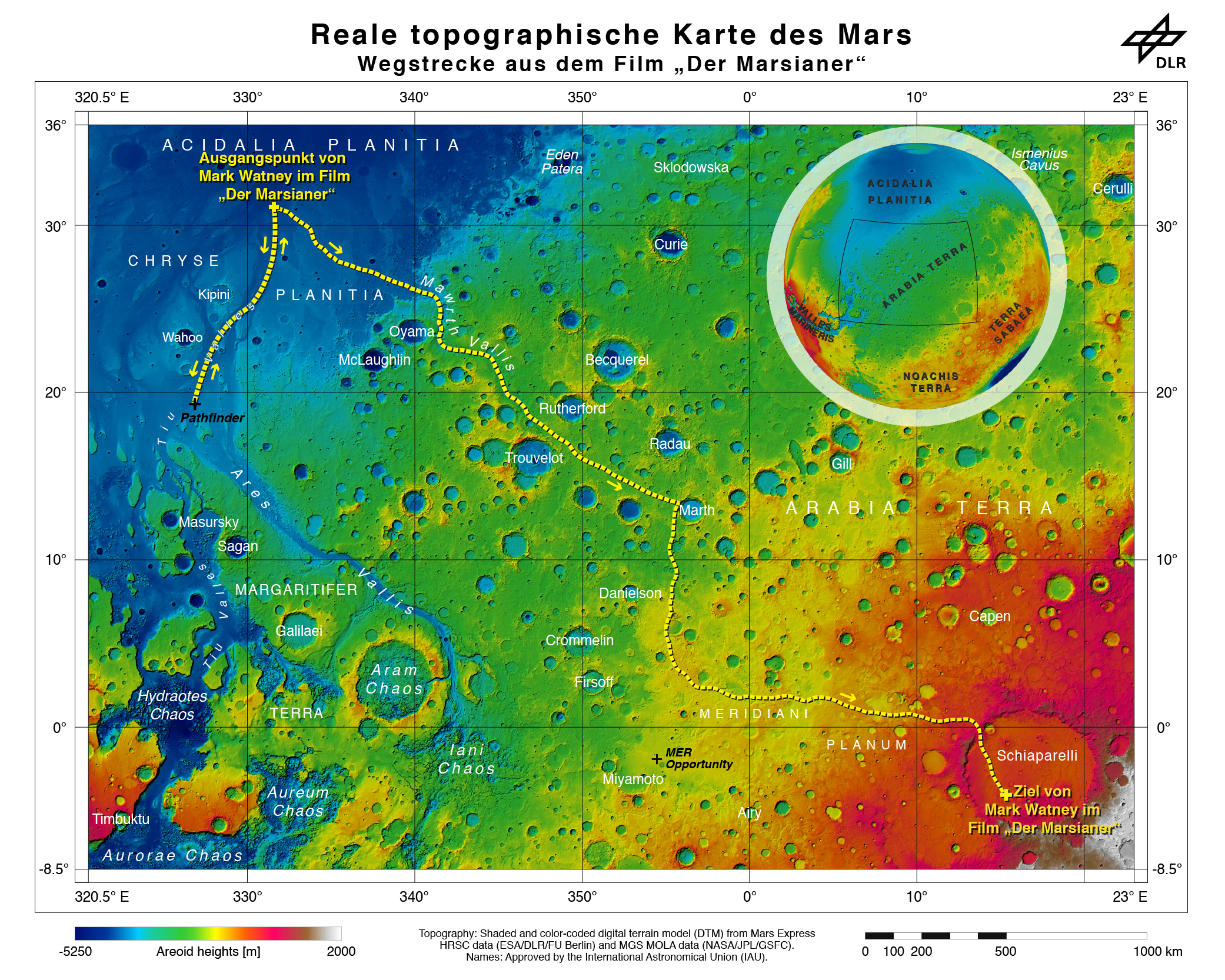
Die Route von Mark Watney in einer nachgestellten topographischen Kartierung des DLR-Instituts für Planetenforschung

Der Marsianer – Rettet Mark Watney (Originaltitel: The Martian) ist ein US-amerikanischer Science-Fiction-Film des Regisseurs Ridley Scott aus dem Jahr 2015, basierend auf dem Roman Der Marsianer von Andy Weir. Der Film handelt von dem Astronauten Mark Watney, der nach einem Unfall auf einer Mission auf dem Mars dort zurückgelassen wird und fortan um sein Überleben kämpfen muss, sowie von den weltweiten Bemühungen um seine Rettung. Hauptdarsteller ist Matt Damon. Der Film feierte am 11. September 2015 beim Toronto International Film Festival Premiere und kam am 8. Oktober 2015 in die deutschsprachigen Kinos. In den Vereinigten Staaten wurde für den Videomarkt eine um rund zehn Minuten längere Extended-Edition-Version des Films veröffentlicht.

## Handlung
Im Jahr 2035 erforscht die Mannschaft der Raumfahrtmission „Ares III“ den Mars. Am 18. Tag ihres Aufenthalts zwingt sie ein gefährlicher Sandsturm zum Abbruch ihrer Arbeiten. Sie müssen den Planeten fluchtartig verlassen. Auf dem Weg zum Mars-Rückkehr-Modul (MRM) wird der Astronaut Mark Watney verletzt und bleibt außerhalb der Sichtweite seiner Kameraden bewusstlos liegen. Weil sein beschädigter Raumanzug keine Biosignale mehr sendet, erscheint es den anderen Crewmitgliedern so, als habe er den Unfall nicht überlebt. Da das MRM im Sturm zu kippen droht, entscheidet sich Kommandantin Lewis gegen eine weitere Suche nach Watney, um wenigstens die übrige Crew von der Marsoberfläche zu retten. Das Team erreicht das Raumschiff „Hermes“ im Marsorbit und tritt die Rückreise zur Erde an.
Watney hingegen hat den Unfall überlebt. Sein Raumanzug wurde zwar von einer umherfliegenden Antenne durchstoßen, das aus der Wunde ausgetretene Blut jedoch ist geronnen und hat die Schadstelle abgedichtet. Watney rettet sich in das „Hab“, die Basisstation, verarztet sich selbst und entwickelt im weiteren Verlauf einen Plan, wie er seine Vorräte aufstocken und so lange überleben kann, bis in vier Jahren die nächste Marsmission Ares IV eintreffen wird. Er ist Botaniker und baut Kartoffeln in einer Mischung aus den Exkrementen der Crew und Marserde an. Er produziert Wasser, indem er das verbliebene Hydrazin aus der Abschusssektion des MRM mit Iridium katalytisch zerlegt und den entstehenden Wasserstoff an der Luft im Hab verbrennen lässt, und bewässert damit den Anbauboden. All diese Maßnahmen begleitet er in einem Videologbuch und kommentiert seinen eigenen Zustand und seine Handlungen in einem teils lapidaren Tonfall.
Nach und nach baut er alle Systeme wieder auf, die der Sturm beschädigt oder verschmutzt hatte. Unterdessen bittet Vincent Kapoor, der Leiter der Marsmissionen, den Direktor der NASA, Teddy Sanders, ihm Zeit an den Beobachtungssatelliten zu genehmigen, um die Unfallstelle zu untersuchen. Dieser untersagt dies aus Angst vor negativer PR und Budgetstreichungen durch den Kongress, wenn Fotos von Watneys Leiche in die Medien kämen. Kapoor beauftragt dennoch die Satellitenspezialistin Mindy Park mit der Untersuchung. Sie entdeckt auf den Fotos Veränderungen auf der Marsoberfläche rund um die Basis: die Solarmodule sind seit dem Tag des Unglücks gesäubert, und der Rover ist bewegt worden.
Währenddessen baut Watney den verbliebenen Rover so um, dass er damit auch größere Strecken zurücklegen kann. Er verlängert die Reichweite der Batteriemodule auf nahezu das Doppelte, indem er die Heizung nicht benutzt und die Batterien des zweiten, unbrauchbaren Rovers verwendet. Als Wärmequelle innerhalb der Fahrgastzelle baut er den Radioisotopengenerator ein, den die Crew zu Beginn der Mission vergraben hat, um ihn zu entsorgen. Watney findet den Marsroboter Pathfinder, der seit 1997 keinen Kontakt mehr zur Erde hatte, und stellt mit dessen Kamera eine vereinfachte Kommunikationsverbindung zur Erde her. Mit dem Team des Jet Propulsion Laboratory (JPL), das einen exakten Nachbau von Pathfinder bereithält, kommuniziert er, indem er Tafeln mit den Zeichen des Hexadezimalsystems aufstellt und die von der Erde ausgelösten Kamerabewegungen in ASCII-Zeichen übersetzt. So können die Ingenieure des JPL ihn anleiten, das Betriebssystem des Rovers so zu modifizieren, dass er über Pathfinder per Tastatur mit der NASA Nachrichten austauschen kann. Die Nachricht von Watneys Überleben findet weltweite Aufmerksamkeit, doch die anderen Crewmitglieder von Ares III erfahren zunächst nichts davon, da Sanders verboten hat, sie zu informieren, um ihre Konzentration bei der Rückreise nicht zu beeinträchtigen. Erst auf Drängen von Flugdirektor Mitch Henderson werden auch sie informiert.
In der Zwischenzeit kommt es auf dem Mars zu einem verheerenden Unfall, als die Druckschleuse leckt und explodiert. Watney gelingt es zwar, das entstandene Loch in der Wohnkuppel mit einer Plastikfolie abzudichten, jedoch erfrieren sämtliche Kartoffelpflanzen und es bleiben ihm nur noch die bereits zuvor geernteten Kartoffeln und Reste der Stationsverpflegung, was jedoch für rund 200 Tage weniger reichen wird, als für den bisherigen Rettungsplan erforderlich wären. Henderson und JPL-Direktor Bruce Ng drängen Sanders zum Start einer unbemannten Versorgungsrakete, die Watney bis zum Eintreffen von Ares IV mit Nahrung versorgen soll. Aus Zeitmangel verzichtet die NASA jedoch auf Sicherheitstests, und die Versorgungsrakete explodiert kurz nach dem Start.
Die Situation scheint aussichtslos, bis die China National Space Administration der NASA vorschlägt, eine ihrer eigenen, eigentlich geheimen Trägerraketen zu nutzen, um Watney zu versorgen. Der Zeitplan ist jedoch sehr knapp, und ein Fehler könnte den Tod Watneys bedeuten.
Den Ausweg aus dieser Situation findet der junge JPL-Astrodynamiker Rich Purnell, der einen Rettungsplan entwickelt. Danach würde die Ares-III-Crew nicht wie geplant auf der Erde landen, sondern die Erdanziehungskraft zur Umlenkung benutzen und mit dem gesammelten Schwung zum Mars zurückkehren. Zuvor soll sie über der Erde eine Versorgungskapsel aufnehmen, die von der chinesischen Trägerrakete ins All gebracht worden ist. Sanders weigert sich, diesem Plan zuzustimmen; er vertritt die Meinung, dass es sinnvoller sei, die übrige Crew wohlbehalten zur Erde zurückzubringen, als deren Leben zusätzlich zu dem Watneys zu riskieren. Daraufhin lässt Henderson Purnells Plan heimlich der Hermes-Crew zukommen, die daraufhin beschließt, die Hermes zu manipulieren, um so doch zurück zum Mars fliegen zu können. Die NASA ist gezwungen, mitzuspielen und schickt der Hermes die Raumkapsel mit den Versorgungsgütern für die Crew und Watney.
Unterdessen macht Watney sich mit dem Rover auf den langen Weg zum Schiaparelli-Krater, dem Landeplatz der künftigen Ares-IV-Mission, wo das schon vor einiger Zeit gelandete MRM für diese Mission steht. Er hat inzwischen fast alle Reserven aufgebraucht, doch sein Überlebenswille scheint ungebrochen.
Nach Bruce Ngs Plan muss das MRM leichter werden als vorgesehen, da die Treibstoffvorräte der Hermes sonst nicht für das Rendezvous ausreichen würden. Watney muss also alle nicht benötigten Teile entfernen: alle überflüssigen Sitze, Steuereinheiten und sämtliche redundanten Systeme sowie alle Fenster und die 400 kg schwere Deckenplatte. Diese ersetzt er durch einen festgezurrten Fallschirm. Zum Schutz vor dem Vakuum des Alls trägt er seinen Raumanzug, und die Steuerung seines Schiffs soll Rick Martinez per Funk von der Hermes aus übernehmen.
Als die Hermes den Orbit des Mars erreicht, startet Watney. Er schafft es mit der Kapsel bis in eine Umlaufbahn, doch die Berechnungen der Hermes-Crew zeigen, dass ihr Abstand zu Watneys Kapsel zu groß ist. Um die Hermes auf den geeigneten Kurs zu bringen, setzt Martinez die Steuerdüsen ein, doch die Relativgeschwindigkeit des Raumschiffs ist noch zu hoch. Kommandantin Lewis beschließt daher, eine Luftschleuse in Flugrichtung durch Detonation einer Bombe aufzusprengen. Der Rückstoß der dort ausströmenden Luft bremst die Hermes stark ab, und Lewis steigt aus, um Watney aufzunehmen. Doch der Abstand zu Watneys Kapsel ist immer noch zu groß und die Sicherungsleine ist zu kurz. Schließlich schneidet Watney sich den Handschuh auf und benutzt die entweichende Luft als Antrieb, um die restliche Distanz zu Lewis zu überwinden, so dass sie ihn einfangen und wohlbehalten an Bord der Hermes bringen kann. Watneys Rettung wird als weltweit übertragenes Medienereignis gefeiert.
Fünf Jahre später sitzt Mark Watney auf einer Bank vor dem NASA-Gebäude und wird von einer Gruppe joggender Astronautenschüler respektvoll gegrüßt. Er ist mittlerweile Dozent bei der NASA und an der Ausbildung neuer Astronauten beteiligt. Während des Abspanns sieht man den erfolgreichen Start der Ares-V-Mission zum Mars, an der auch wieder Rick Martinez teilnimmt. Außerdem werden einige der anderen beteiligten Personen kurz in ihrem aktuellen Leben gezeigt.

## Produktion

### Literarische Vorlage und Stab
Der Film basiert auf dem Roman Der Marsianer von Andy Weir. Dieser wurde von Drew Goddard für den Film adaptiert. Regie führte Ridley Scott.

### Besetzung
Matt Damon übernahm im Film die titelgebende Hauptrolle von Mark Watney, dem Botaniker und Ingenieur der Mission. Jessica Chastain spielt die Kommandantin und Geologin Melissa Lewis von der US Navy, Kate Mara die Navigatorin und Computerspezialistin der NASA, Beth Johanssen, und Michael Peña den Piloten Rick Martinez von der USAF. Der norwegische Schauspieler Aksel Hennie übernahm die Rolle des einzigen Deutschen bei der Mission, Dr. Alex Vogel, der diese als Chemiker und Navigator der ESA begleitet. Sebastian Stan übernahm die Rolle von Dr. Chris Beck, Arzt und Spezialist für Außeneinsätze der NASA. Jeff Daniels spielt im Film Teddy Sanders, Chiwetel Ejiofor übernahm die Rolle von Vincent Kapoor, Kristen Wiig die von Annie Montrose und Sean Bean von Mitch Henderson. Des Weiteren sind Benedict Wong in der Rolle von Bruce Ng, Eddy Ko als Guo Ming, Donald Glover in der Rolle von Rich Purnell und Mackenzie Davis als Mindy Park zu sehen. Der deutsche Journalist Frederik Pleitgen übernahm die Rolle eines CNN-Sprechers.
Während die meisten am Film beteiligten Darsteller erstmals mit dem Regisseur Ridley Scott zusammenarbeiteten, stand Ejiofor schon in Scotts Film American Gangster (2007) vor der Kamera. Damon und Chastain hatten bereits 2014 in Interstellar gemeinsam an einem extraterrestrischen Abenteuer gearbeitet.

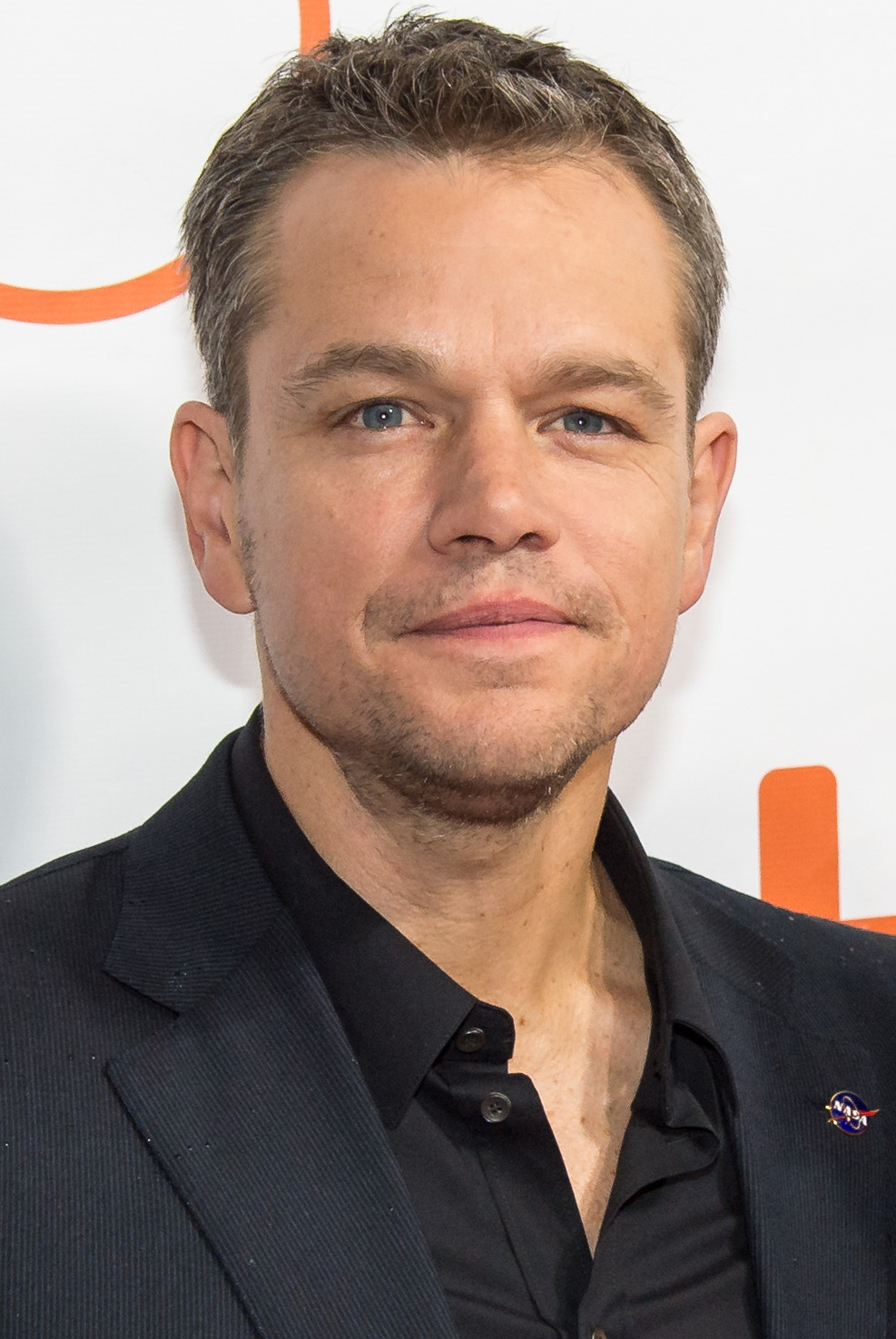
Matt Damon spielt Mark Watney
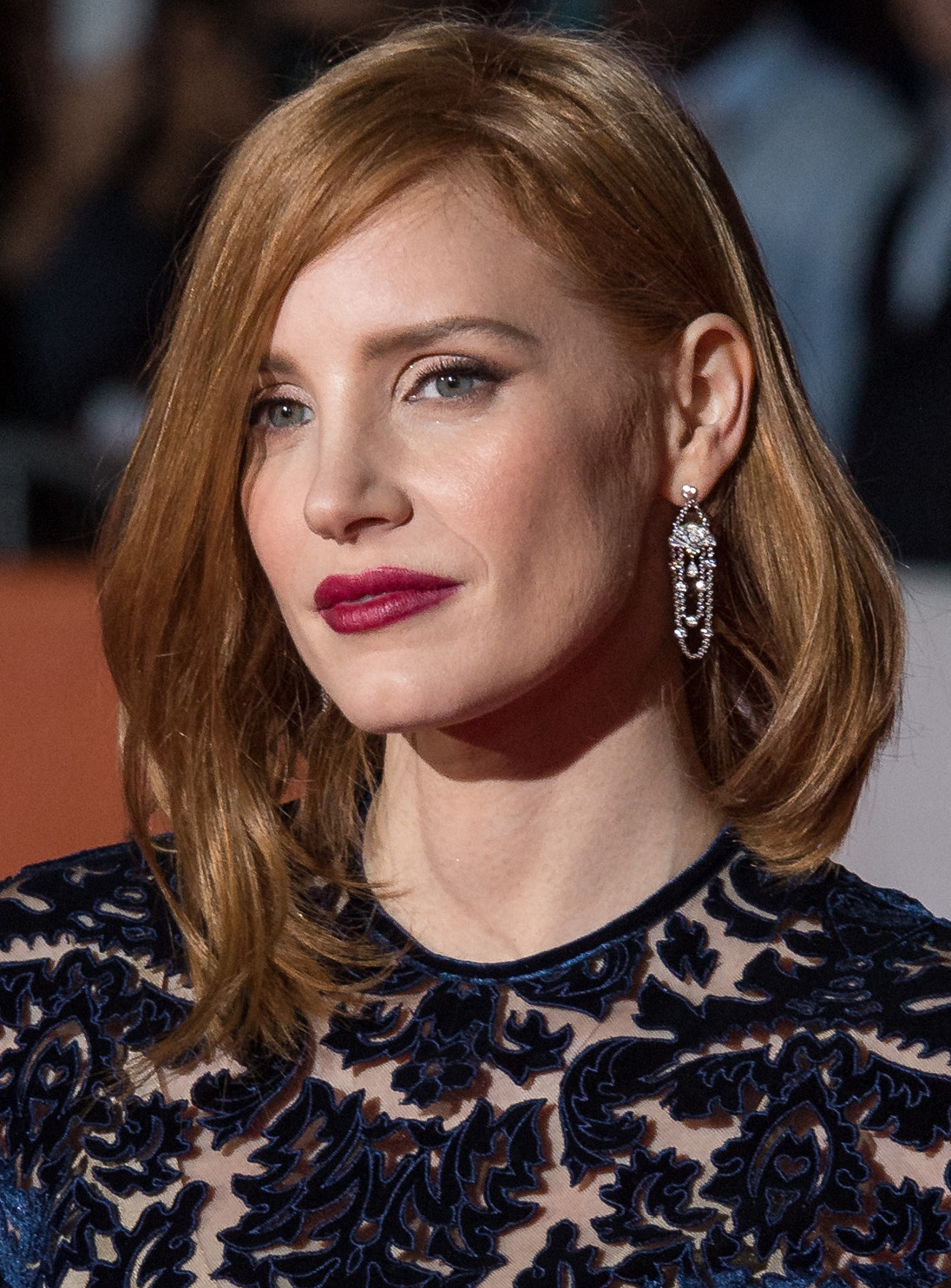
Jessica Chastain spielt Commander Melissa Lewis  US Navy
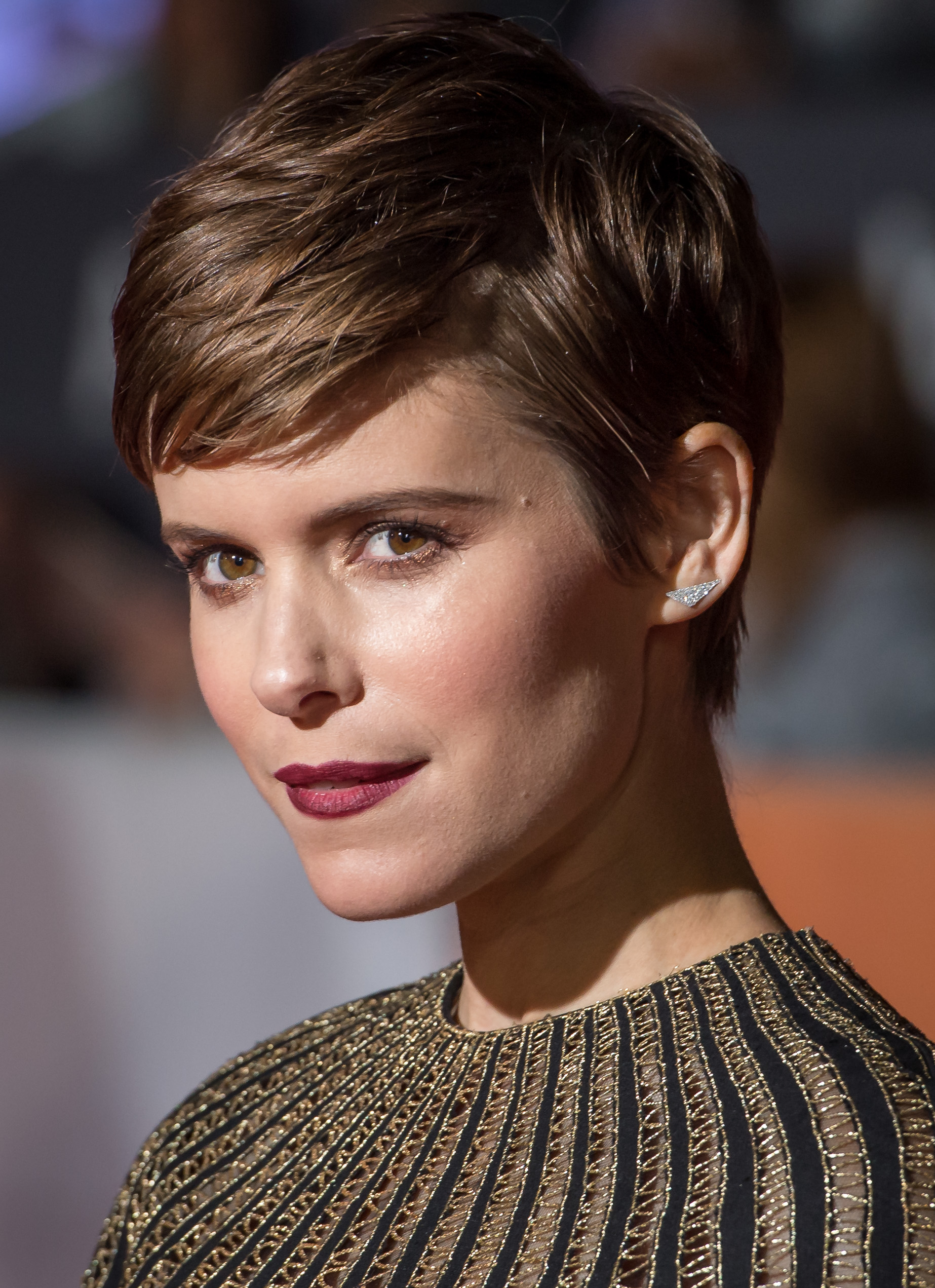
Kate Mara spielt Beth Johanssen
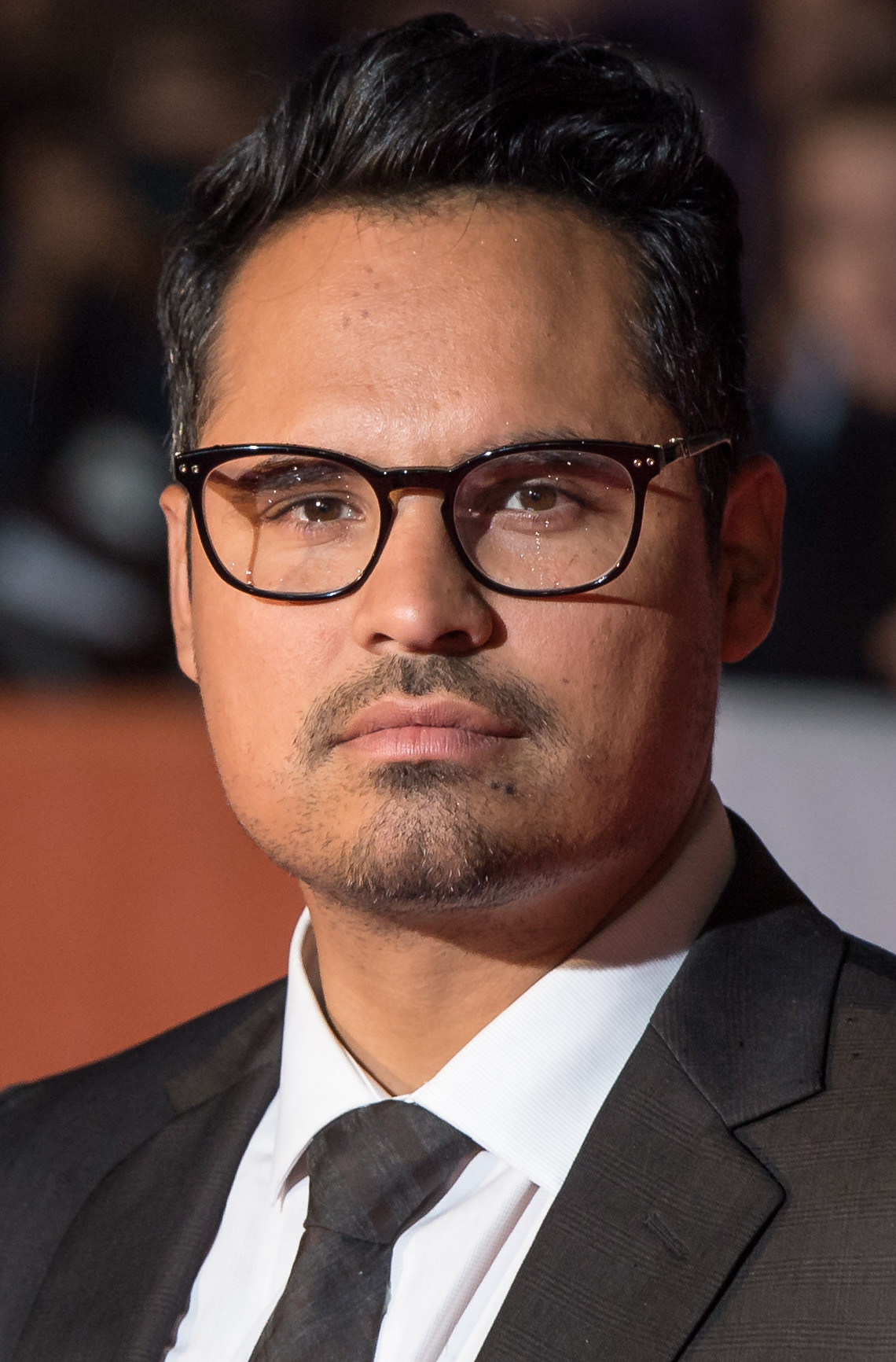
Michael Peña spielt Major Rick Martinez  USAF
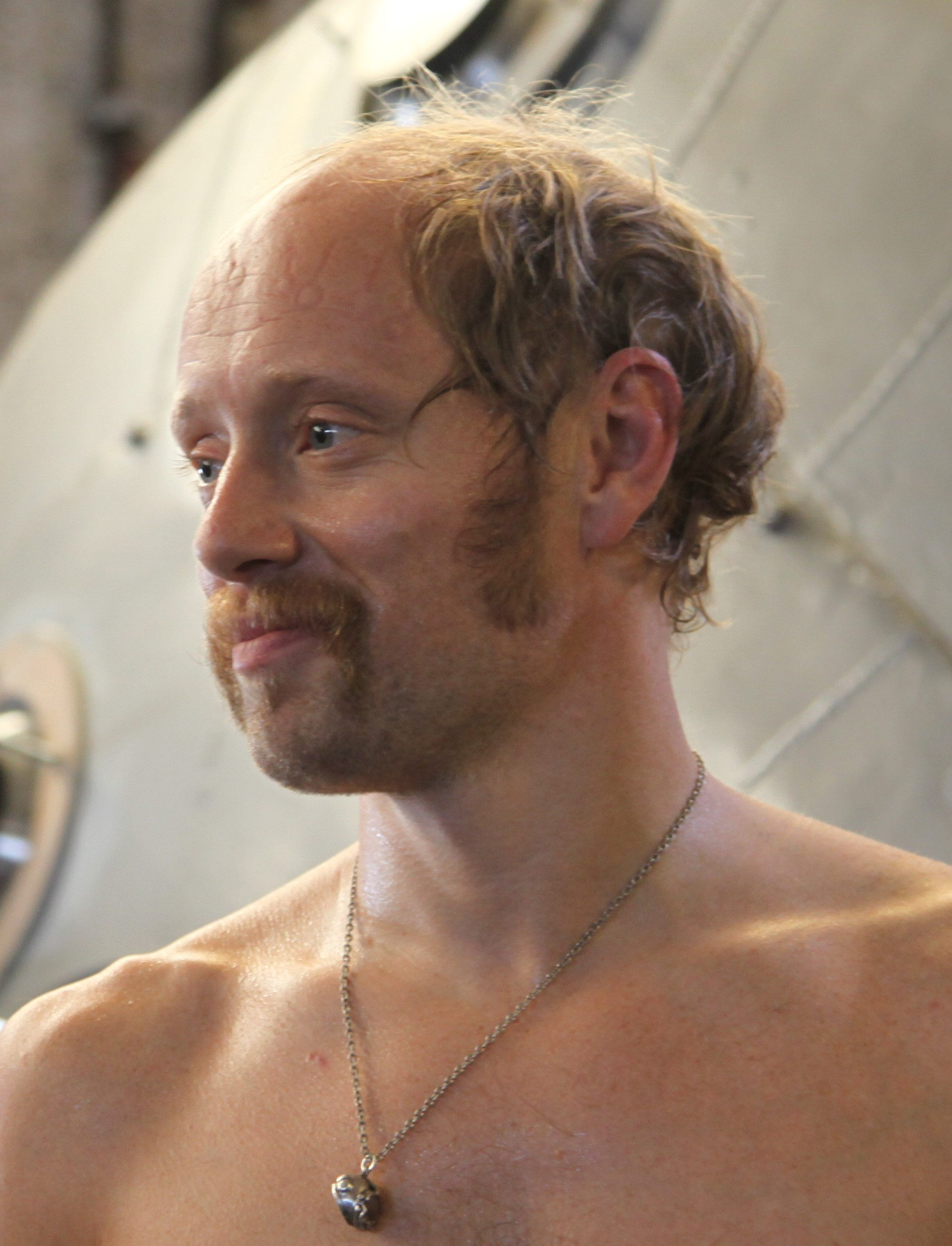
Aksel Hennie spielt Dr. Alex Vogel
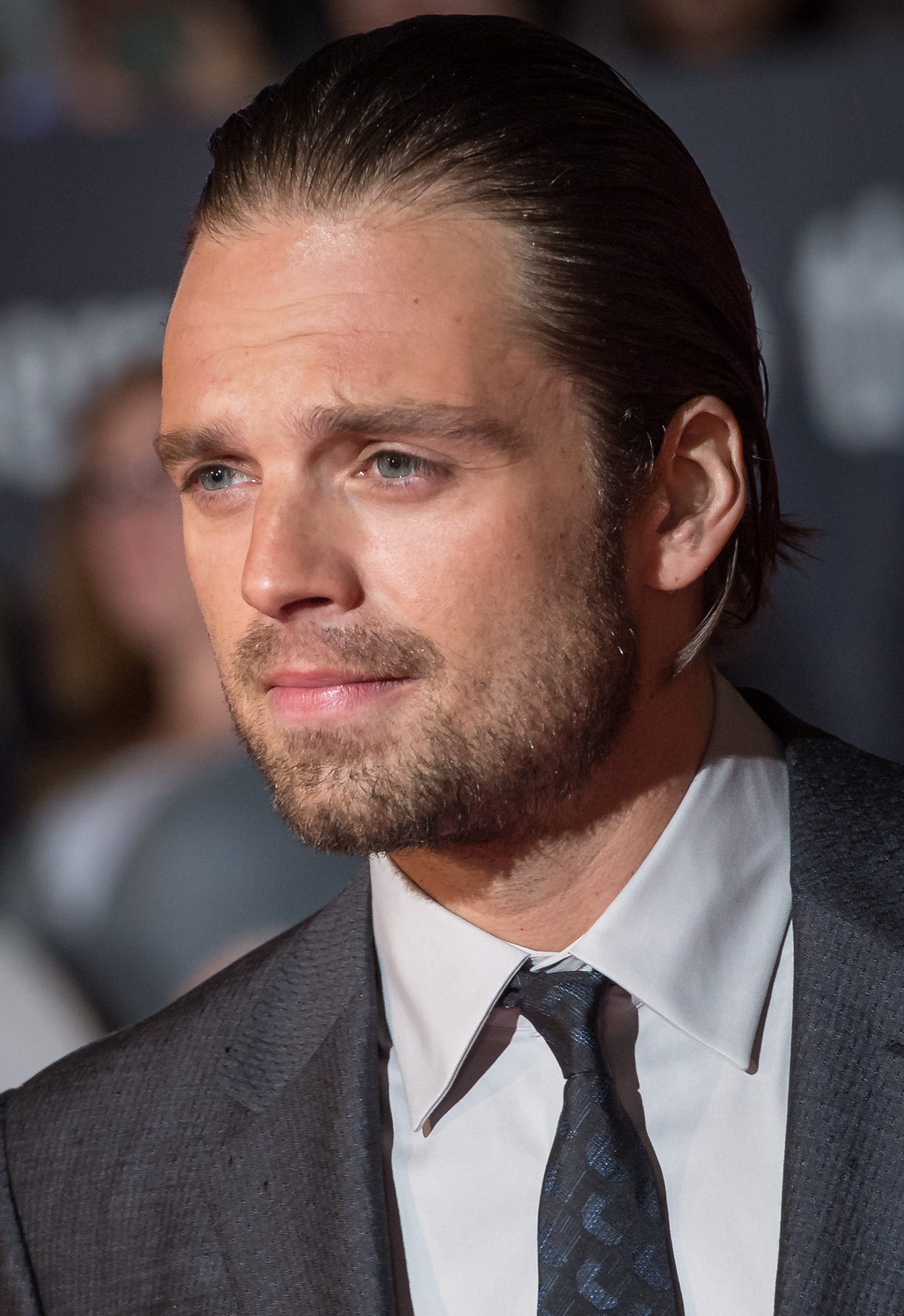
Sebastian Stan spielt Dr. Chris Beck
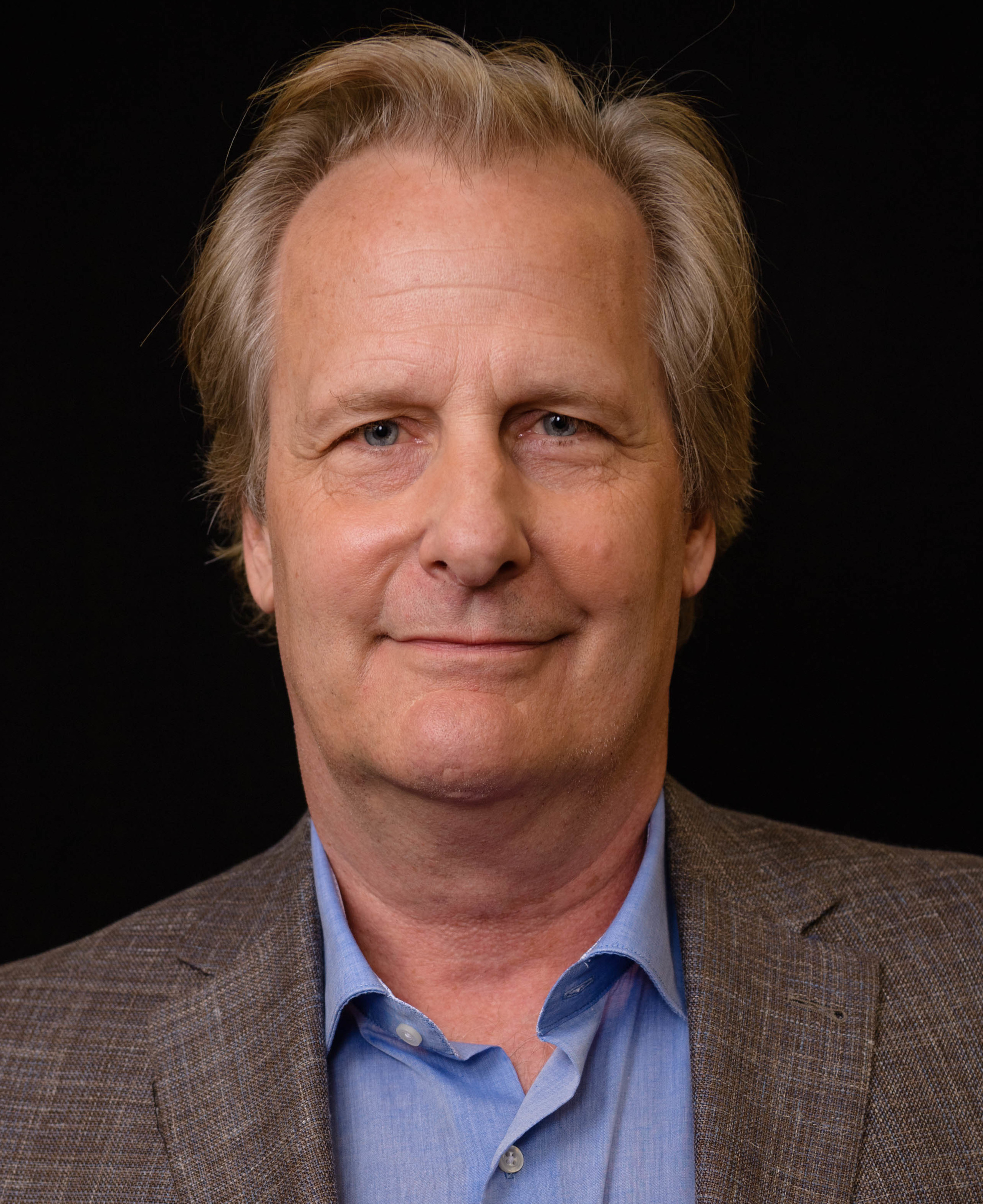
Jeff Daniels spielt Teddy Sanders
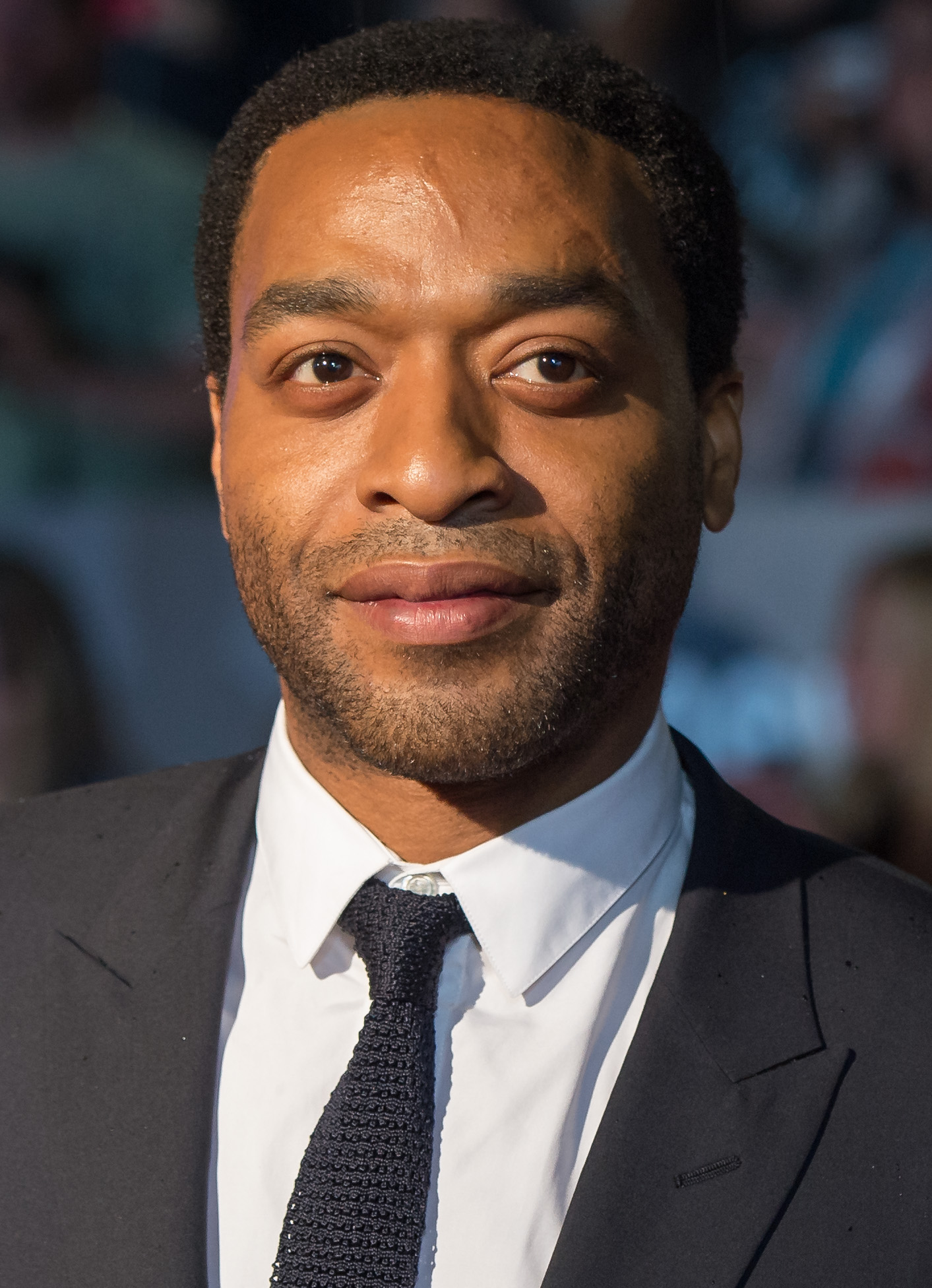
Chiwetel Ejiofor spielt Vincent Kapoor
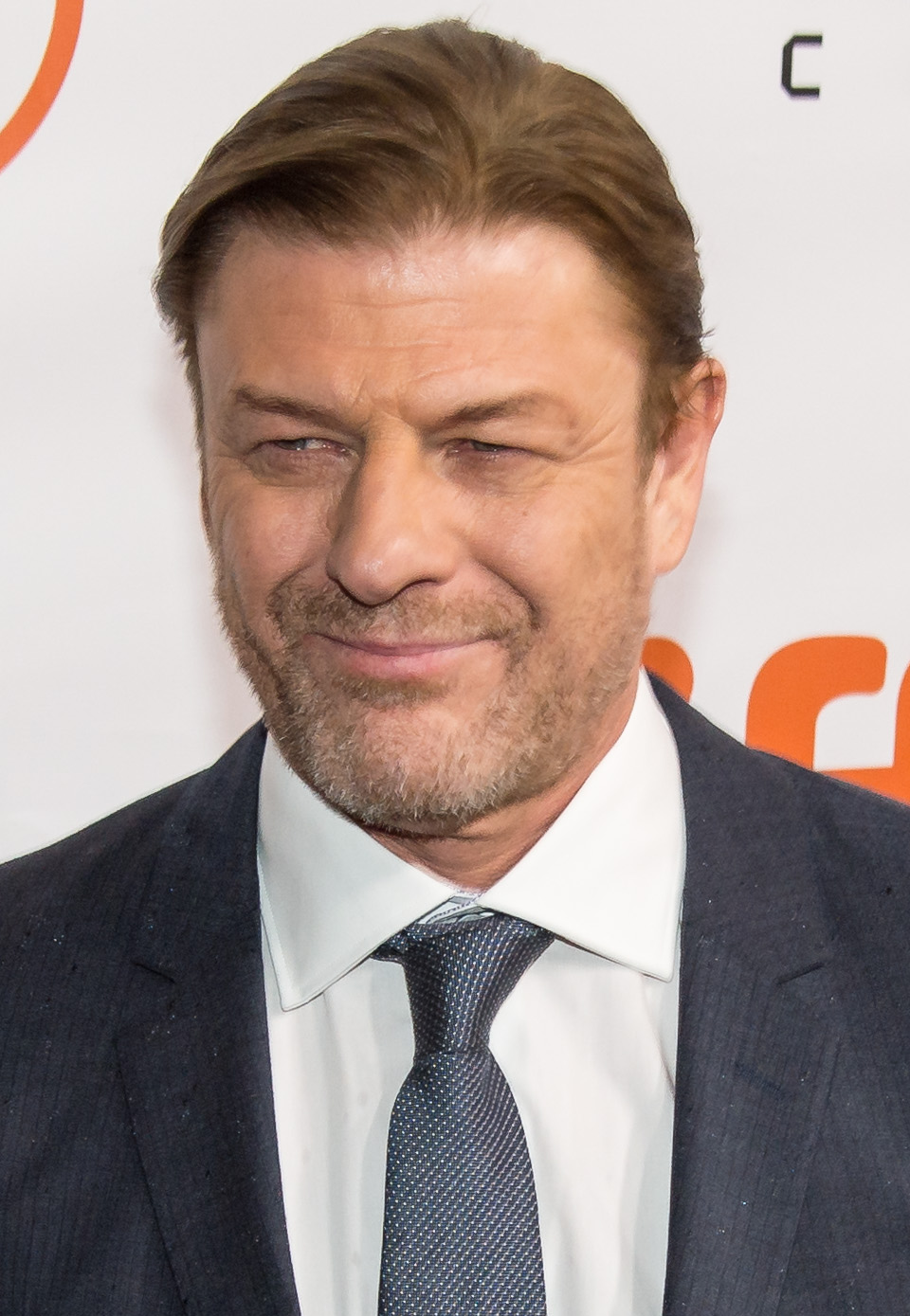
Sean Bean spielt Mitch Henderson
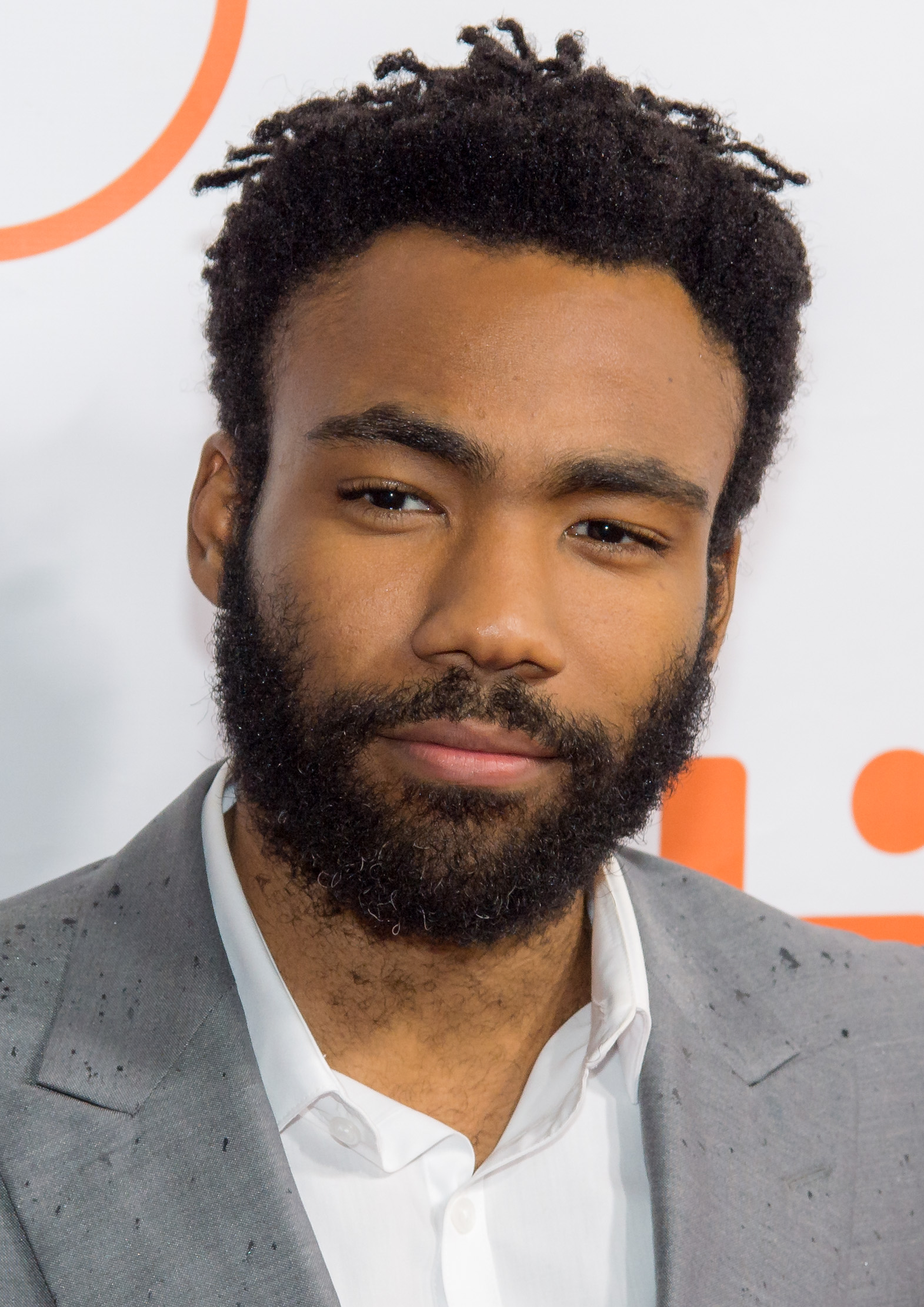
Donald Glover spielt Rich Purnell

### Dreharbeiten
Der Film wurde zum größten Teil in den Korda Studios in Etyek bei Budapest gedreht. Einige Außenaufnahmen entstanden im Wadi Rum in Jordanien.

## Synchronisation
Die deutsche Synchronfassung wurde durch Interopa Film erstellt, die Dialogregie übernahm Axel Malzacher nach einem Dialogbuch von Klaus Bickert.
| Rolle           | Darsteller        | Synchronsprecher   |
| --------------- | ----------------- | ------------------ |
| Mark Watney     | Matt Damon        | Simon Jäger        |
| Melissa Lewis   | Jessica Chastain  | Manja Doering      |
| Beth Johannssen | Kate Mara         | Marieke Oeffinger  |
| Rick Martinez   | Michael Peña      | Tim Sander         |
| Alex Vogel      | Aksel Hennie      | Viktor Neumann     |
| Chris Beck      | Sebastian Stan    | Ricardo Richter    |
| Teddy Sanders   | Jeff Daniels      | Wolfgang Condrus   |
| Vincent Kapoor  | Chiwetel Ejiofor  | Torben Liebrecht   |
| Annie Montrose  | Kristen Wiig      | Ulrike Stürzbecher |
| Mitch Henderson | Sean Bean         | Torsten Michaelis  |
| Bruce Ng        | Benedict Wong     | Lutz Schnell       |
| Rich Purnell    | Donald Glover     | Nico Sablik        |
| Mindy Park      | Mackenzie Davis   | Julia Kaufmann     |
| CNN-Sprecher    | Frederik Pleitgen | Frederik Pleitgen  |

## Rezeption

### Altersfreigabe
In Deutschland ist der Film FSK 12. In der Freigabebegründung heißt es: „Der Film enthält einige dramatische Situationen und Spannungsmomente, die von Kindern ab 12 Jahren jedoch problemlos verarbeitet werden können. […] Zudem ermöglichen ironische Momente und humorvolle Sprüche des Helden eine ausreichende emotionale Distanz von den Geschehnissen.“

### Kritiken
Eric Kohn von IndieWire vergleicht den Film mit Christopher Nolans Interstellar und nennt ihn einen „intelligenten Blockbuster“. Peter Debruge von Variety meint, Der Marsianer sei „plausibel“ und bewege sich „in Richtung einer höchst realistischen Version einer bemannten Mission zum Mars“. Weiterhin glaubt er, der Film werde nicht nur Fox viel Geld einbringen, sondern könnte auch „das Interesse an der Raumfahrt neu entfachen“ und „eine neue Generation von zukünftigen Astronauten inspirieren“. Von der Deutschen Film- und Medienbewertung wurde Der Marsianer – Rettet Mark Watney mit dem Prädikat besonders wertvoll versehen. Die Jury lobt besonders die Verkörperung des Mark Watney durch den Hauptdarsteller: „Matt Damon wirkt in dieser Rolle so intelligent, stoisch und bodenständig, dass Scott auf jede heroische Überhöhung, etwa durch eine Filmmusik voller Pathos, verzichten kann.“ Der Film konnte 91 Prozent der Kritiker bei Rotten Tomatoes überzeugen, basierend auf 383 Kritiken.
Der ehemalige Wissenschaftsastronaut Ulrich Walter beleuchtet den Film in seinem Blog auf N24 aus der Sicht eines Astronauten und erlaubt sich einen Seitenhieb in Richtung der Literaturwissenschaftler: „Man sollte Literaturwissenschaftler solche Filme einfach nicht rezensieren lassen. […] Lassen Sie sich von einem Astronauten und Wissenschaftler dazu lieber sagen: Dieser Film mag fachlich nicht perfekt und voller Klischees sein, aber wenn man ab und zu ein Auge zudrückt, ist er trotz (vielleicht auch wegen) des fehlenden und für amerikanische Filme typischen viel Knall und Wumm gnadenlos gut gemacht und meiner Meinung nach das Beste, was es an Weltraumfilmen bis heute gibt.“

### Einspielergebnis
Dem Budget des Films von 108 Millionen US-Dollar standen bereits einen Monat nach Kinostart Einnahmen von 486,4 Millionen US-Dollar gegenüber. Der Film konnte sich in vier Wochen an die Spitze der US-Filmcharts setzen. Am 30. November 2015 wurde bekannt, dass Der Marsianer weltweit die Marke von 500 Millionen US-Dollar erreicht hat. Außerhalb Nordamerikas erreichte der Film bis dato ein Einspielergebnis von 326,1 Millionen US-Dollar und ist dort Scotts erfolgreichster Film. Er löst damit Prometheus – Dunkle Zeichen ab, der außerhalb Nordamerikas 278 Millionen US-Dollar eingespielt hatte. Im April 2016 lagen die weltweiten Einnahmen bei über 630 Millionen US-Dollar. Im Vergleich dazu lagen die Einspielergebnisse der beiden Marsfilme aus dem Jahre 2000 Mission to Mars und Red Planet bei 100 bzw. 30 Millionen Dollar.

## Auszeichnungen

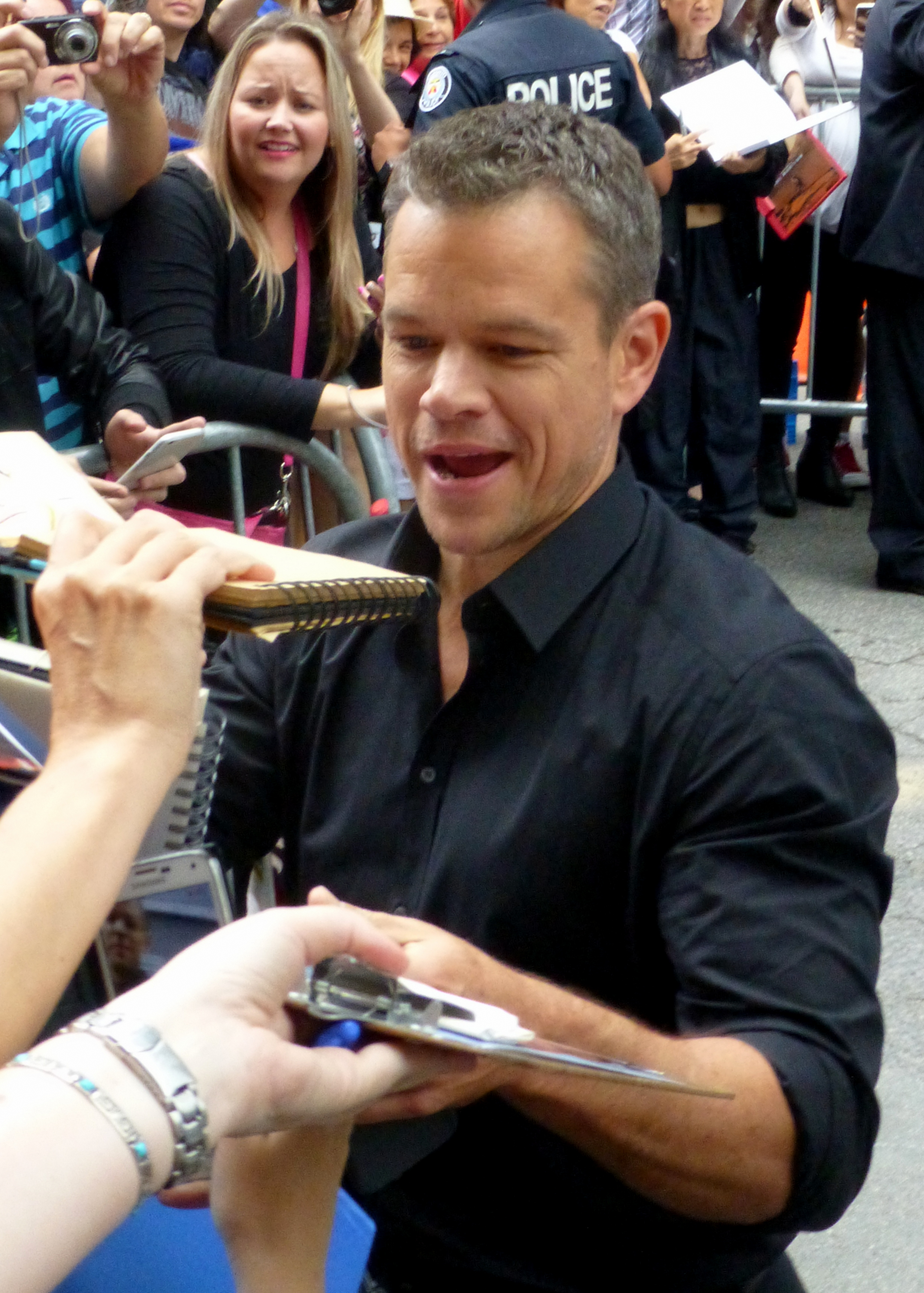
Matt Damon vor einer Pressekonferenz beim Toronto Film Festival 2015

Der Marsianer – Rettet Mark Watney erhielt über 100 Nominierungen der verschiedensten nationalen und internationalen Preise, darunter im Rahmen der National Board of Review Awards 2015, der Satellite Awards 2015 der Critics’ Choice Movie Awards im Januar 2016, der 66. Eddie Awards der American Cinema Editors, des Darryl F. Zanuck Awards, der AACTA International Awards 2016 und der MTV Movie Awards 2016. Die nachfolgende Auflistung zeigt die Nominierungen und Auszeichnungen besonders populärer Preisverleihungen.
Oscarverleihung 2016
- Nominierung in der Kategorie Bester Film
- Nominierung in der Kategorie Bester Hauptdarsteller (Matt Damon)
- Nominierung in der Kategorie Bestes adaptiertes Drehbuch
- Nominierung in der Kategorie Bester Ton
- Nominierung in der Kategorie Bester Tonschnitt
- Nominierung in der Kategorie Bestes Szenenbild
- Nominierung in der Kategorie Beste visuelle Effekte

Golden Globe Awards 2016
- Auszeichnung in der Kategorie Bester Film – Komödie oder Musical
- Auszeichnung in der Kategorie Bester Hauptdarsteller – Komödie oder Musical (Matt Damon)
- Nominierung in der Kategorie Beste Regie (Ridley Scott)

British Academy Film Awards 2016
- Nominierung in der Kategorie Beste Regie (Ridley Scott)
- Nominierung in der Kategorie Bester Hauptdarsteller (Matt Damon)
- Nominierung in der Kategorie Beste visuelle Effekte
- Nominierung in der Kategorie Bestes Szenenbild
- Nominierung in der Kategorie Bester Schnitt
- Nominierung in der Kategorie Bester Ton

Saturn-Award-Verleihung 2016
- Auszeichnung für die Beste Regie für Ridley Scott
- Nominierung in der Kategorie Bester Science-Fiction-Film
- Nominierung in der Kategorie Bestes Drehbuch
- Nominierung in der Kategorie Beste Spezialeffekte
- Nominierung in der Kategorie Bester Hauptdarsteller (Matt Damon)
- Nominierung in der Kategorie Beste Hauptdarstellerin (Jessica Chastain)[23]

Teen Choice Awards 2016
- Nominierung in der Kategorie Choice Movie: Drama
- Nominierung in der Kategorie Choice Movie Actor: Drama (Matt Damon)
- Nominierung in der Kategorie Choice Movie Actress: Drama (Jessica Chastain)[24]

Hugo Awards 2016
- Auszeichnung als Best Dramatic Presentation – Long Form[25]

## Soundtrack
Der Original-Soundtrack zum Film Der Marsianer – Rettet Mark Watney erschien am 2. November 2015. Die Gesamtlänge des Soundtracks beträgt 52:53 min.
Titelliste des Soundtracks
1. Mars – 3:36
2. Emergency Launch – 3:09
3. Making Water – 2:38
4. Spotting Movement – 1:49
5. Science the S*** Out of This – 2:16
6. Messages from Hermes – 3:31
7. Sprouting Potatoes – 1:39
8. Watney’s Alive! – 2:46
9. Pathfinder – 2:33
10. Hexadecimals – 2:33
11. Crossing Mars – 3:36
12. Reap & Sow – 2:21
13. Crops Are Dead – 3:26
14. Work the Problem – 1:58
15. Leaving Mars – 5:11
16. Build a Bomb – 5:06
17. I Got Him! – 4:45

Am 6. November 2015 erschien eine Deluxe-Version des Soundtracks, die neun zusätzliche Lieder (33:06 min) enthält:
1. Turn the Beat Around (Vicki Sue Robinson) – 3:24
2. Hot Stuff (Album Version) (Donna Summer) – 5:12
3. Rock the Boat (The Hues Corporation) – 3:19
4. Don’t Leave Me This Way (Single Version) (Thelma Houston) – 3:37
5. Starman (David Bowie) – 4:14
6. Waterloo (ABBA) – 2:46
7. Love Train (The O’Jays) – 2:58
8. I Will Survive (Gloria Gaynor) – 3:17
9. The Martian Score Suite (Harry Gregson-Williams) – 4:19

Der Soundtrack in der Deluxe-Version hat eine Länge von 85:59 min.

## Trivia
- In der Szene, in der Astronaut Mark Watney durch die sich drehende Kamera erste Fotos von sich zur Erde schickt, auf denen Watney als Lebenszeichen freudestrahlend beide Daumen nach oben hebt, fragt die Leiterin der Öffentlichkeitsarbeit Annie Montrose, verkörpert von Schauspielerin Kristen Wiig: „Was macht er da? Ich bitte um ein Foto und er macht den Fonzie?“ Dabei bezieht sich Annie Montrose auf die Figur Arthur „Fonzie“ Fonzarelli, verkörpert von Schauspieler Henry Winkler, in der TV-Serie Happy Days. Für die Serien-Figur Arthur Fonzarelli ist das coole Heben der Daumen eine typische Geste. Zu Beginn des Spielfilms Der Marsianer schaut sich Mark Watney eine Episode der TV-Serie Happy Days in der Marsstation an.
- Als Commander Melissa Lewis, dargestellt von Schauspielerin Jessica Chastain, mit ihrem Mann per Bildschirm kommuniziert, holt ihr Mann eine Schallplatte des Albums Greatest Hits der schwedischen Popgruppe ABBA von 1975 hervor, die er auf einem Flohmarkt erstanden hat. Die Schallplatte trägt das Cover der nordamerikanischen Edition des Abba-Albums.
- Beim Durchstöbern der zurückgelassenen Ausrüstungsgegenstände der Crew entdeckt Watney, dass Johanssen das Spiel Leather Goddesses of Phobos auf ihrem Laptop heruntergeladen hat.[26]